# Chantal de Bruijn
Chantal de Bruijn, född den 13 februari 1976 i Schoonhoven, Nederländerna, är en nederländsk landhockeyspelare.
Hon tog OS-silver i damernas landhockeyturnering i samband med de olympiska landhockeytävlingarna 2004 i Aten.